# Alexandre Nevski (film)
Pour les articles homonymes, voir Alexandre Nevski (homonymie).
Pour plus de détails, voir Fiche technique et Distribution.

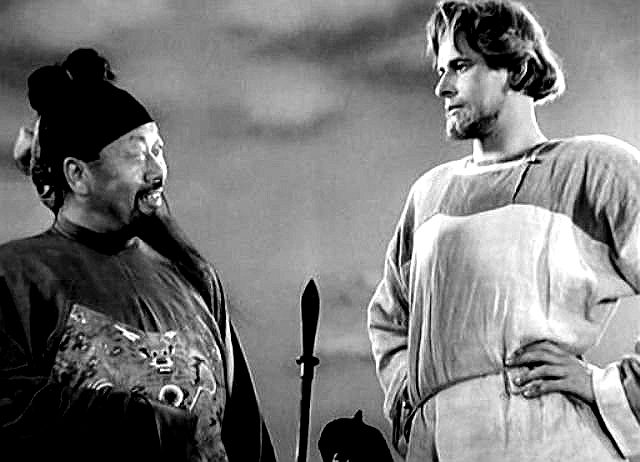
Alexandre Nevski parle à l’envoyé mongol au bord du lac Plechtcheïevo au début du film.

Alexandre Nevski (en russe : Александр Невский) est un film épique soviétique réalisé par Sergueï Eisenstein et Dmitri Vassiliev et sorti en 1938. C'est le premier film parlant d'Eisenstein. La musique originale a été composée par Sergueï Prokofiev,,.

## Synopsis
Le film retrace un événement phare de l'histoire de la Russie au XIIIe siècle : l’opposition du prince Alexandre Nevski à l’invasion des chevaliers teutoniques et notamment la bataille du lac Peïpous qui mit fin à leur expansion orientale,.

## Fiche technique
- Titre : Alexandre Nevski
- Titre anglais : Alexander Nevsky
- Titre original : Александр Невский
- Réalisation : Sergueï Eisenstein et Dmitri Vassiliev
- Scénario : Sergueï Eisenstein et Piotr Pavlenko
- Musique : Sergueï Prokofiev
- Photographie : Édouard Tissé
- Décors : Iossif Chpinel
- Costumes : Konstantin Eliseev
- Direction artistique : Nikolai Solovyov
- Montage : Esfir Tobak et Sergueï Eisenstein
- Société de production : Mosfilm
- Pays de production :  Union soviétique
- Langue originale : russe
- Genre : film historique, épique, biographique
- Format : noir et blanc - 1,37:1 - son mono
- Durée : 112 minutes
- Dates de sortie : 
  - URSS : 25 novembre 1938 (première à Moscou), 1er décembre 1938 (sortie nationale)
  - États-Unis : 22 mars 1939
  - France : 21 juin 1950

## Distribution
- Nikolaï Tcherkassov : Alexandre Nevski
- Nikolaï Okhlopkov : Vassili Bouslaï
- Andreï Abrikossov : Gavrilo Olexitch
- Dimitri Orlov : Ignat, le maître armurier
- Vassili Novikov : Pavsha, voïvode de Pskov
- Nikolaï Arski : Domache Tverdislavitch, boyard de Novgorod
- Varvara Massalitinova : Amelfa Timofeïevna, mère de Bouslaï
- Valentina Ivashova : Olga Danilovna, une jouvencelle de Novgorod
- Alexandra Danilova : Vassilissa, une jeune fille de Pskov
- Vladimir Yerchov : Andreas von Felben, maître de la province de Livonie pour l'Ordre Teutonique
- Sergueï Blinnikov : Tverdilo le traître
- Ivan Lagoutine : le moine Anani
- Lev Fénine : l'archevêque
- Naoum Rogojine : le moine teutonique vêtu de noir

## Commentaires
Commande des autorités staliniennes, Alexandre Nevski est conçu à l’origine comme un film épique de propagande contre l’expansionnisme nazi : les chevaliers teutoniques et porte-glaive, envahisseurs du territoire russe, évoquent clairement une menace.
Deux mois avant la sortie du film, les accords de Munich ont retardé la guerre. De ce fait la lecture du film doit toujours se faire à deux niveaux : le XIIIe siècle épouse un contexte contemporain. Par cette page d’histoire, l’URSS affirme qu’elle est prête à se défendre face à un envahisseur déjà tout désigné.
Alexandre Nevski harangue le peuple à faire face à une double menace : les Mongols et les Tatars à l’est, les Teutons et les Livoniens à l’ouest. Le Mongol est présenté comme fourbe et le Teuton comme un soldat sans pitié. Alexandre décide dans l’urgence de s’attaquer à l’homme de guerre, le fourbe patientera. La bravoure patriotique se mêle à des stéréotypes disséminés dans les deux camps : le lâche, le généreux, le brave, le sacrifié.
Les gros plans de visages d’Édouard Tissé, caractéristiques des films d’Eisenstein, accentuent la bravoure ou la traîtrise. Le traitement plastique des images (scène des chevaliers teutoniques engloutis dans les eaux, soldats des deux armées reposant côte à côte) ont fait date ; un réalisateur comme Guillermo Del Toro rend de fréquents hommages à Eisenstein.
Eisenstein met ici en place le contrepoint audiovisuel : la musique de Prokofiev fait naître des contrastes, tantôt comiques, tantôt dramatiques, avec les images.
Acteur préféré de Staline et membre du parti, Nikolaï Tcherkassov fut imposé à Eisenstein pour ce film ainsi que le suivant, Ivan le Terrible, Après la signature du pacte germano-soviétique, le film, devenu inutile pour les autorités soviétiques, fut retiré des salles. Mais avec le déclenchement de l’opération Barbarossa le 22 juin 1941, le film réapparut pour galvaniser l’élan patriotique contre l’attaque germanique.

## Musique
La partition du film, signée Sergueï Prokofiev, existe sous la forme d’une cantate de concert également titrée Alexandre Nevski.
Il existe aussi une version de la partition transcrite pour orchestre d'harmonie par le compositeur canadien Yves Lapierre et créée par l'Harmonie de l’École municipale de musique de Castelsarrasin[réf. nécessaire].

## Influence culturelle
De nombreuses scènes du film ont été utilisées par le cinéaste Ralph Bakshi dans ses films sous forme de rotoscopie, notamment dans Les Sorciers de la guerre ou bien encore sa version animée du Seigneur des anneaux.
Le groupe Stupeflip fait référence au film à plusieurs occasions. Le titre La Religion du Stup, utilise un extrait du chant Peregrinus expectavi issue de la scène au camp des Teutons. Par ailleurs, des extraits vidéos de la bataille sont utilisés dans le clip de Stupeflip vite!!!.